# Населення Сен-П'єру і Мікелону
Населення Сен-П'єру і Мікелону. Чисельність населення країни 2015 року становила 5,6 тис. осіб (228-ме місце у світі). Чисельність остров'ян стабільно зменшується, народжуваність 2015 року становила 7,42 ‰ (223-тє місце у світі), смертність — 9,72 ‰ (50-те місце у світі), природний приріст — -1,08 % (232-ге місце у світі) . 

## Природний рух

### Відтворення
Народжуваність у Сен-П'єрі і Мікелоні, станом на 2015 рік, дорівнює 7,42 ‰ (223-тє місце у світі). Коефіцієнт потенційної народжуваності 2015 року становив 1,56 дитини на одну жінку (186-те місце у світі).
Смертність у Сен-П'єрі і Мікелоні 2015 року становила 9,72 ‰ (50-те місце у світі).
Природний приріст населення в країні 2015 року був негативним і становив -1,08 % (депопуляція) (232-ге місце у світі).

### Вікова структура

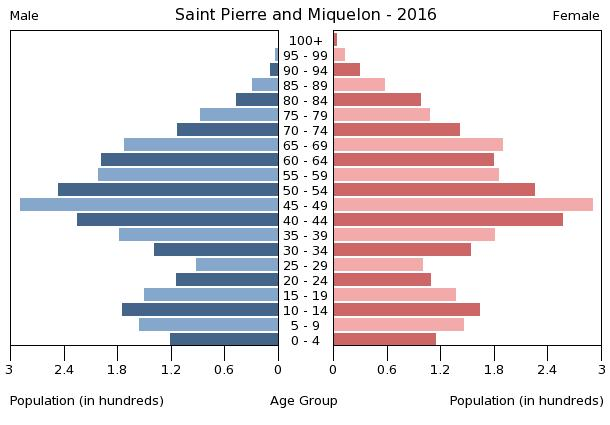
Віково-статева піраміда населення Сен-П'єру і Мікелону, 2016 рік

Середній вік населення Сен-П'єру і Мікелону становить 45,9 року (4-те місце у світі): для чоловіків — 45,4, для жінок — 46,3 року. Очікувана середня тривалість життя 2015 року становила 80,39 року (35-те місце у світі), для чоловіків — 78,06 року, для жінок — 82,85 року.
Вікова структура населення Сен-П'єру і Мікелону, станом на 2015 рік, мала такий вигляд:
- діти віком до 14 років — 15,96 % (465 чоловіків, 438 жінок);
- молодь віком 15—24 роки — 8,75 % (256 чоловіків, 239 жінок);
- дорослі віком 25—54 роки — 42,87 % (1199 чоловіків, 1226 жінок);
- особи передпохилого віку (55—64 роки) — 13,68 % (404 чоловіки, 370 жінок);
- особи похилого віку (65 років і старіші) — 18,74 % (443 чоловіки, 617 жінок)[1].

## Розселення
Густота населення країни 2015 року становила 27,3 особи/км² (190-те місце у світі). Більша частина населення країни мешкає на острові Сен-П'єр. Невеличке поселення Мікелон-Лонглейд розташоване на північній околиці острова Мікелон загальною чисельністю 620 осіб (2010 рік).

### Урбанізація

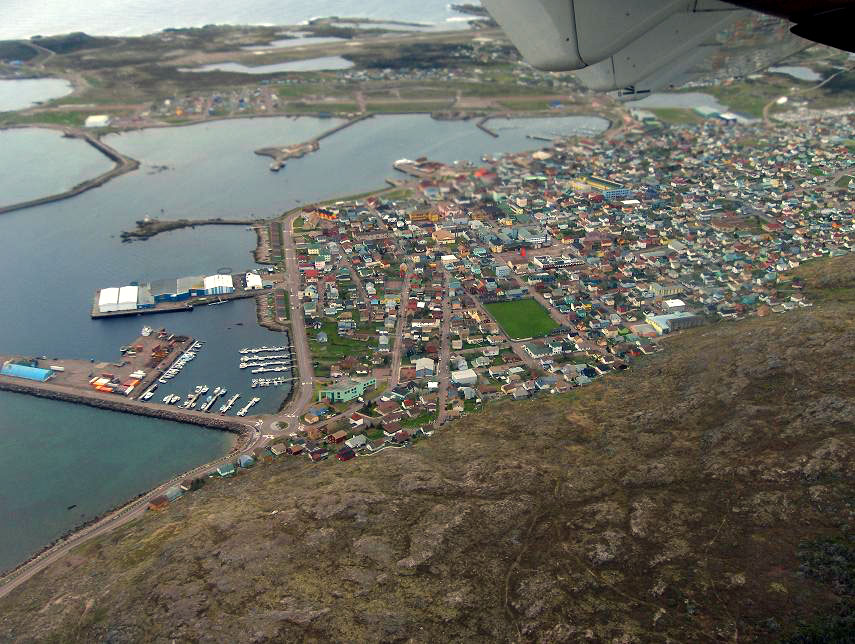
Місто Сен-П'єр

Сен-П'єр і Мікелон надзвичайно урбанізована країна. Рівень урбанізованості становить 90,4 % населення країни (станом на 2015 рік), темпи зростання частки міського населення — 0,1 % (оцінка тренду за 2010—2015 роки).
Головні міста островів: Сен-П'єр (столиця) — 5,4 тис. осіб (дані за 2015 рік).

### Міграції
Річний рівень еміграції 2015 року становив 8,49 ‰ (210-те місце у світі). Цей показник не враховує різниці між законними і незаконними мігрантами, між біженцями, трудовими мігрантами та іншими. На островах високий рівень еміграції, особливо серед молодих людей, які часто залишають домівку заради освіти й не повертаються. Навіть у часи великого промислу тріски, приріст населення завжди був обмежений географічною віддаленістю, суворим кліматом та бідними скелястими непридатними для сільського господарства ґрунтами Ньюфаундленду.
За даними перепису 1999 року, 76 % населення є корінним, в той час як 16,1 % народилися в метрополії Франції (відбулось різке збільшення в порівнянні з 10,2 % 1990 року), менш як 1 % населення іноземні громадяни (франко-канадці).

## Расово-етнічний склад
| Етнічний склад (2015 рік) | Етнічний склад (2015 рік) | Етнічний склад (2015 рік) | Етнічний склад (2015 рік) | Етнічний склад (2015 рік) |
| ------------------------- | ------------------------- | ------------------------- | ------------------------- | ------------------------- |
| Етнос:                    |                           |                           | Відсоток:                 |                           |
| баски                     | баски                     |                           | %                         | %                         |
| бретонці                  | бретонці                  |                           | %                         | %                         |

Головні етноси країни: баски і бретонці. Сучасне населення островів утворилось внаслідок міграції французьких моряків з портів Бретані, Нормандії, Сентонжу, Басконії, а також північноамериканських Акадії та Ньюфаундленду.

На островах присутні руїни поселень корінних американців, але малоймовірно щоб вони існували там цілий рік, а не були слідами тимчасових поселень рибалок і мисливців на морського звіра.

## Мови
| Мови Сен-П'єру і Мікелону (2015 рік) | Мови Сен-П'єру і Мікелону (2015 рік) | Мови Сен-П'єру і Мікелону (2015 рік) | Мови Сен-П'єру і Мікелону (2015 рік) | Мови Сен-П'єру і Мікелону (2015 рік) |
| ------------------------------------ | ------------------------------------ | ------------------------------------ | ------------------------------------ | ------------------------------------ |
| Мова:                                |                                      |                                      | Відсоток:                            |                                      |
| французька                           | французька                           |                                      | 100%                                 | 100%                                 |

Офіційна мова: французька. Як і вимова, звичаї і традиції остров'ян аналогічні заведеним в метрополії. Вимова басків на островах зникла наприкінці 1950-х років.

## Релігії
| Релігії в Сен-П'єрі і Мікелоні (2015 рік) | Релігії в Сен-П'єрі і Мікелоні (2015 рік) | Релігії в Сен-П'єрі і Мікелоні (2015 рік) | Релігії в Сен-П'єрі і Мікелоні (2015 рік) | Релігії в Сен-П'єрі і Мікелоні (2015 рік) |
| ----------------------------------------- | ----------------------------------------- | ----------------------------------------- | ----------------------------------------- | ----------------------------------------- |
| Віросповідання:                           |                                           |                                           | Відсоток:                                 |                                           |
| католики                                  | католики                                  |                                           | 99%                                       | 99%                                       |
| інші                                      | інші                                      |                                           | 1%                                        | 1%                                        |

Головні релігії й вірування, які сповідує, і конфесії та церковні організації, до яких відносить себе населення країни: римо-католицтво — 99 %, інші — 1 % (станом на 2015 рік). Релігійним життям на островах керує апостольський вікаріат Сен-П'єру і Мікелону (лат. Apostolicus Vicariatus Insularum Sancti Petri et Miquelonensis), єпископ П'єр-Марі Гаші. Кафедральним собором апостольського вікаріату слугує церква Святого Петра.

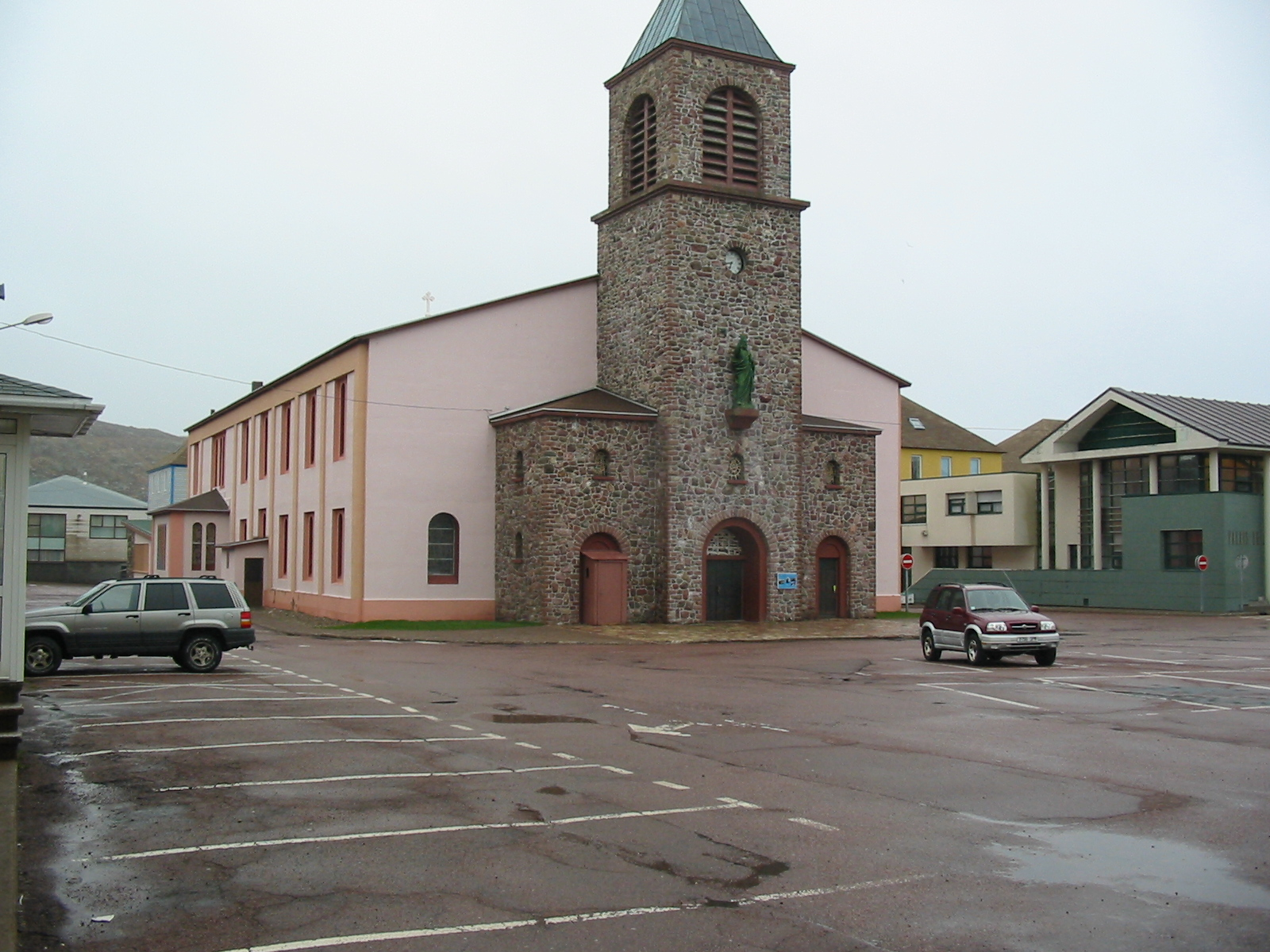
Кафедральний собор Святого Петра

## Освіта
Рівень письменності 2015 року становив 99 % дорослого населення (віком від 15 років): 99 % — серед чоловіків, 99 % — серед жінок.

## Охорона здоров'я
Смертність немовлят до 1 року, станом на 2015 рік, становила 6,78 ‰ (161-ше місце у світі); хлопчиків — 7,87 ‰, дівчаток — 5,63 ‰.

### Захворювання
Кількість хворих на СНІД невідома, дані про відсоток інфікованого населення в репродуктивному віці 15—49 років відсутні. Дані про кількість смертей від цієї хвороби за 2014 рік відсутні.

## Соціально-економічне становище
Дані про відсоток населення країни, що перебуває за межею бідності, відсутні і про розподіл доходів домогосподарств у країні відсутні.
Рівень проникнення інтернет-технологій надзвичайно високий. Станом на липень 2015 року в країні налічувалось 4500 унікальних інтернет-користувачів, що становило 79,5 % загальної кількості населення країни.

### Трудові ресурси
Загальні трудові ресурси 2006 року становили 3,19 тис. осіб (224-те місце у світі). Зайнятість економічно активного населення у господарстві країни розподіляється таким чином: аграрне, лісове і рибне господарства — 18 %; промисловість і будівництво — 41 %; сфера послуг — 41 % (станом на 1996 рік). Безробіття 2008 року дорівнювало 9,9 % працездатного населення (116-те місце у світі).

## Гендерний стан
Статеве співвідношення (оцінка 2015 року):
- при народженні — 1,05 особи чоловічої статі на 1 особу жіночої;
- у віці до 14 років — 1,06 особи чоловічої статі на 1 особу жіночої;
- у віці 15—24 років — 1,07 особи чоловічої статі на 1 особу жіночої;
- у віці 25—54 років — 0,98 особи чоловічої статі на 1 особу жіночої;
- у віці 55—64 років — 1,09 особи чоловічої статі на 1 особу жіночої;
- у віці за 64 роки — 0,72 особи чоловічої статі на 1 особу жіночої;
- загалом — 0,96 особи чоловічої статі на 1 особу жіночої[1].

## Демографічні дослідження
Демографічні дослідження в країні ведуться рядом державних і наукових установ Франції:
- Національний інститут статистики і економічних досліджень Франції (фр. Institut national de la statistique et des études économiques).

### Українською
- Атлас. 10—11 клас. Економічна і соціальна географія світу / упорядники :  О. Я. Скуратович, Н. І. Чанцева. — К. : ДНВП «Картографія», 2010. — ISBN 978-966-475-639-3.
- Атлас світу / голов. ред. І. С. Руденко ; зав. ред. В. В. Радченко ; відп. ред. О. В. Вакуленко. — К. : ДНВП «Картографія», 2005. — 336 с. — ISBN 9666315467.
- Безуглий В. В. Економічна і соціальна географія зарубіжних країн : Навчальний посібник. — К. : ВЦ «Академія», 2007. — 704 с. — ISBN 978-966-580-239-6.
- Безуглий В. В., Козинець С. В. Регіональна економічна і соціальна географія світу : Навчальний посібник. — видання 2-ге, доп., перероб. — К. : ВЦ «Академія», 2007. — 688 с. — ISBN 966-580-144-9.
- Гудзеляк І. І. Географія населення: Навчальний посібник / І. Гудзеляк. — Л. : Видавничий центр ЛНУ імені Івана Франка, 2008. — 232 с. — ISBN 978-966-613-599-8.
- Дахно І. І. Країни світу: Енциклопедичний довідник / І. І. Дахно, С. М. Тимофієв. — К. : Мапа, 2011. — 606 с. — (Бібліотека нового українця) — ISBN 978-966-8804-23-6.
- Дахно І. І. Економічна географія зарубіжних країн : навчальний посібник. — К. : Центр учбової літератури, 2014. — 319 с. — ISBN 978-611-01-0682-5.
- Джаман В. О. Регіональні системи розселення: демографічні аспекти. — Чернівці : Рута, 2003. — 392 с. — ISBN 9665685988.
- Дорошенко Л. С. Демографія: Навчальний посібник. — К. : МАУП, 2005. — 112 с. — ISBN 966-608-442-2.
- Дубович І. А. Країнознавчий словник-довідник. — 5-те вид., перероб. і доп. — К. : Знання, 2008. — 839 с. — ISBN 978-966-346-330-8.
- Економічна і соціальна географія країн світу. Навчальний посібник / За ред. Кузика С. П. — Л. : Світ, 2002. — 672 с. — ISBN 966-603-178-7.
- Загальна медична географія світу / В. О. Шевченко [та ін.] — К. : [б.в.], 1998. — 178 с.
- Крисаченко В. С. Динаміка населення: Популяційні, етнічні та глобальні виміри. — К. : Видавництво Національного інституту стратегічних досліджень, 2005. — 368 с. — ISBN 966-554-083-1.
- Любіцева О. О., Мезенцев К. В., Павлов С. В. Географія релігій. — К. : АртЕК, 1999. — 504 с. — ISBN 966-505-006-0.
- Масляк П. О. Країнознавство. — К. : Знання, 2007. — 292 с. — (Вища освіта XXI століття)
- Масляк П. О., Дахно І. І. Економічна і соціальна географія світу / П. О. Масляк, І. І. Дахно ; за ред. П. О. Масляка. — К. : Вежа, 2003. — 280 с. — ISBN 966-7091-53-8.

### Російською
- (рос.) Сен-Пьер и Микелон // Демографический энциклопедический словарь / главн. ред. Валентей Д. И. — М. : Советская энциклопедия, 1985. — 608 с.
- (рос.) Сен-Пьер и Микелон // Страны и народы. Америка. Общий обзор. Северная Америка / Редкол. : Ю. П. Аверкиева и др. — М. : «Мысль», 1980. — 301 с. — (Страны и народы) — 180 тис. прим.
- (рос.) Атлас народов мира / Отв. ред. С. И. Брук и В. С. Апенченко. — М. : ГУГК ГГК СССР и Институт этнографии им. Н. Н. Миклухо-Маклая АН СССР, 1964. — 185 с. — 20 тис. прим.
- (рос.) Численность и расселение народов мира. Этнографические очерки / под ред. С. И. Брука. — М. : Издательство АН СССР, 1962. — 487 с.
- (рос.) Лаппо Г. М. География городов: Учебное пособие для географических факультетов вузов. — М. : Туманит, изд. центр ВЛАДОС, 1997. — 476 с. — ISBN 5-691-00047-0.
- (рос.) Ягельский А. География населения. — М. : Прогресс, 1980. — 383 с.